# Такамацу
Такама́цу (яп. 高松市 Такамацу-си) — центральный город Японии, административный центр префектуры Кагава на острове Сикоку, крупный порт на Внутреннем японском море. 26 сентября 2005 года и 10 января 2006 года Такамацу был расширен за счёт присоединения посёлков Сионоэ, Мурэ, Адзи, Кагава, Конан и Кокубундзи. Площадь города составляет 375,14 км², население — 420 729 человек (1 августа 2014), плотность населения — 1121,53 чел./км².

## История и туризм
Поселение официально получило статус города 15 февраля 1890 года. Такамацу был и оставался политическим и экономическим центром региона с периода Эдо, когда правители династии Мацудайра сделали его столицей своих владений.
С открытием большого моста Сэто поезда курсируют из Такамацу в Уно (Тамано, Окаяма).
Главной достопримечательностью Такамацу можно считать парк Рицурин — прекрасный сад, заложенный в период Эдо. В Такамацу расположено несколько музеев: префектурный Музей Кагавы и его филиал Музей народной истории Внутреннего Японского моря. В Такамацу расположена гора Гокен (Якури), на которой расположен храм Якури-дзи. В районе Ясима расположены храм Ясима-дзи и музей под открытым небом Сикоку-мура.

## Транспорт
Такамацу - морской порт. Порт Такамацу связан паромными линиями с разными портами и островами Внутреннего Японского моря. Есть станция железных дорог группы JR. Также Такамацу является центром сети местной частной железнодорожной компании Котодэн, линии которой связывают Такамацу с городами Котохира и Сануки. На горе Гокен действует линия туристического фуникулёра.

## Спорт
В городе базируется футбольный клуб «Каматамаре Сануки».

## Культура
С 2010 года Такамацу является одним из четырнадцати мест (двенадцать островов и два приморских города), где проводится международный фестиваль современного искусства Триеннале Сетоути.

## Города-побратимы
- Сент-Питерсберг, США (1961)
- Хиконе, Япония (1966)
- Мито, Япония (1974)
- Тур, Франция (1988)
- Наньчан, Китай (1990)
- Юрихондзё, Япония (1999)

## Упоминания в литературе
- Такамацу — один из городов, где происходит действие романа Харуки Мураками «Кафка на пляже».